# 高山市政記念館

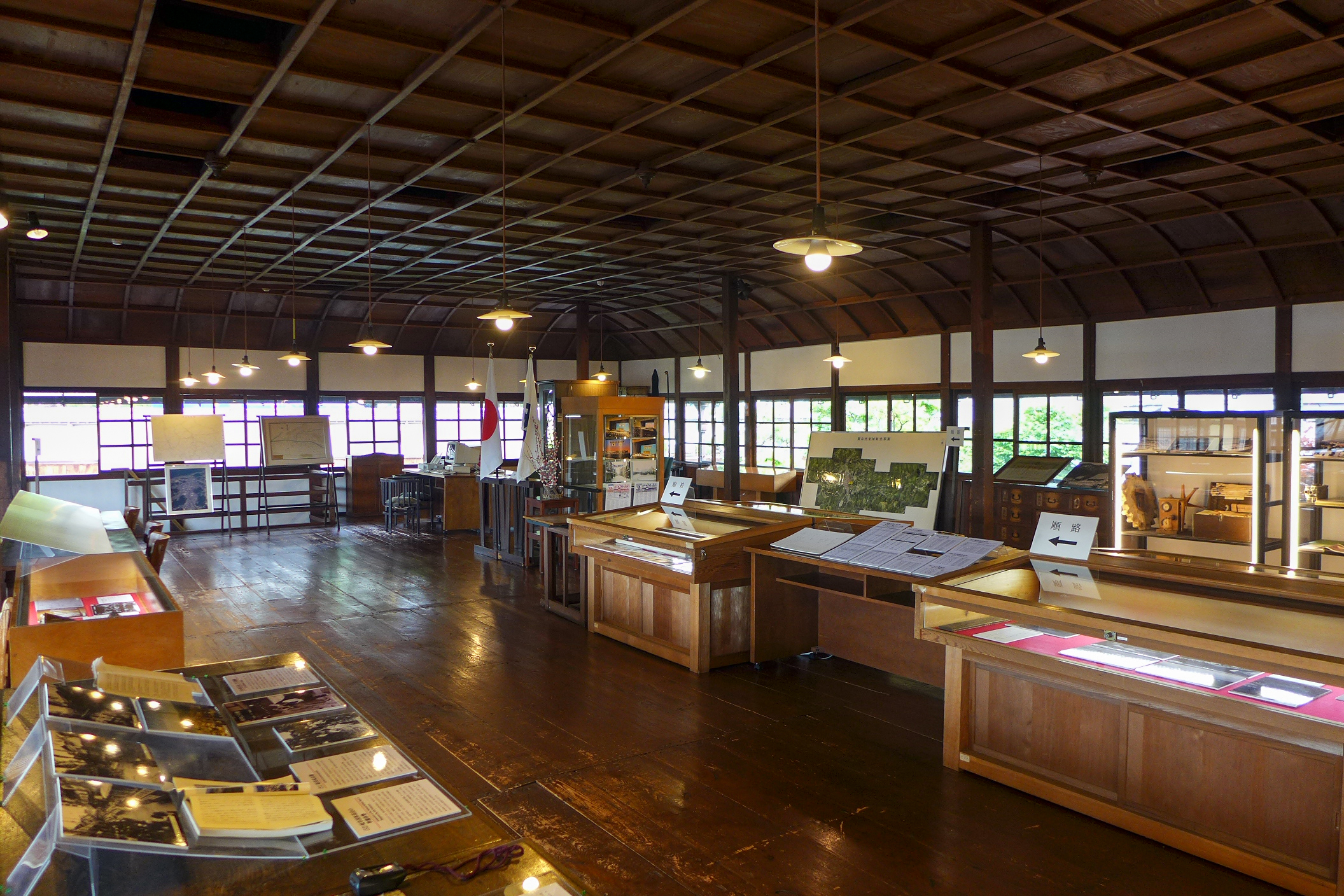
二階議場

高山市政記念館（たかやましせいきねんかん、英語: Takayama City Archives Museum）は、岐阜県高山市にある高山市の行政資料を保存および展示する資料館である。
高山市の前身である高山町、旧高山市を含む現在の高山市までの行政資料を所蔵し、市政の移り変わりをパネルや写真などにより紹介している。

## 建物について
建物は1895年（明治28年）から1968年（昭和43年）まで高山町役場（1936年（昭和11年）11月からは市役所）として使用されていた建物で、その後1986年（昭和61年）までは公民館として使用されていた。「旧高山町役場 附棟札及び新築関係書類」として高山市指定文化財となっている。
- 南北ふたつの土蔵で構成された和洋折衷の2階建て（間口21.88m、奥行11.8mの総檜造り）[4]
- 高山で最初に硝子障子（ガラス窓）が導入された[4]。
- 棟梁は坂下甚吉[4]。

## 施設
1階
- 議員控所

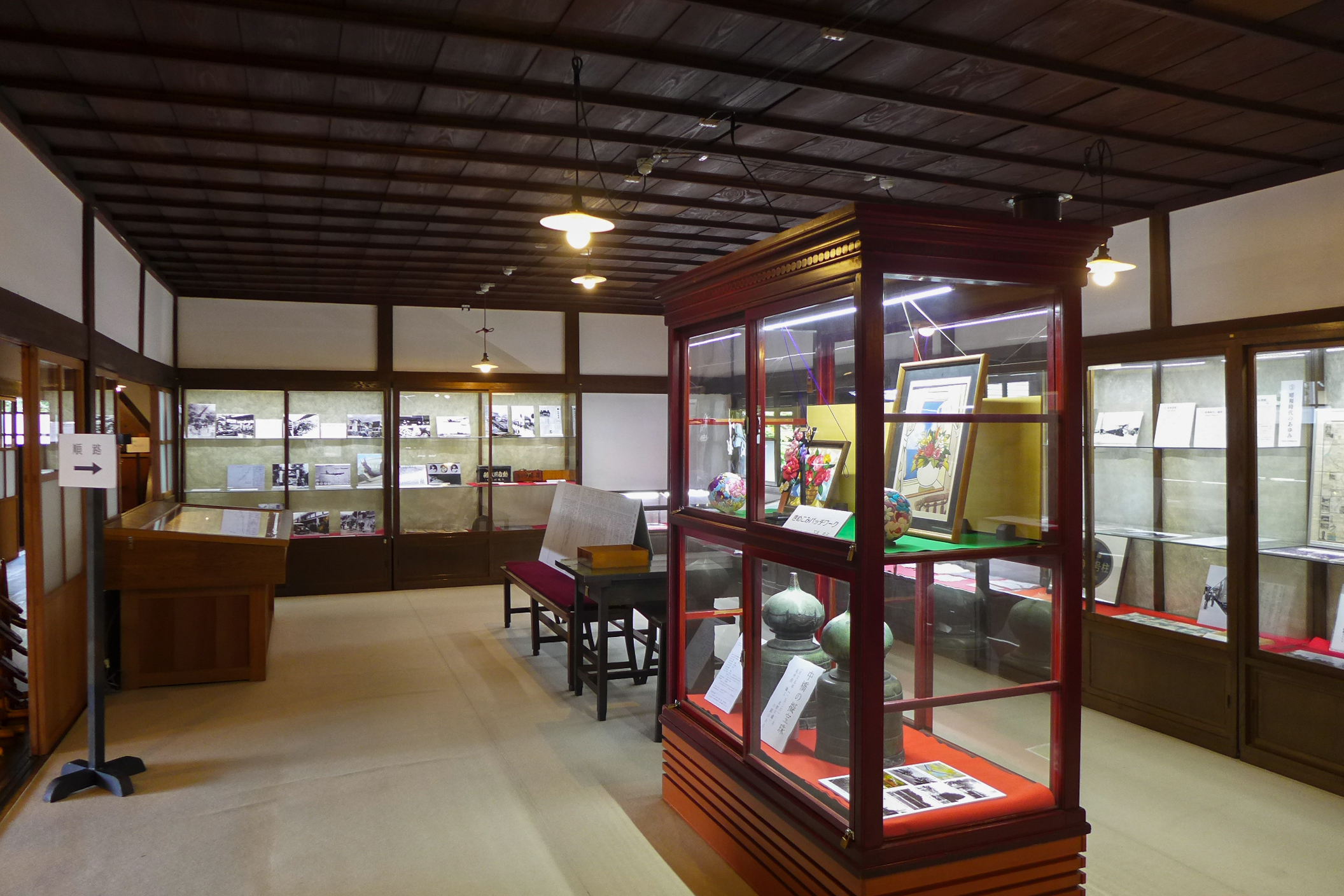
事務所
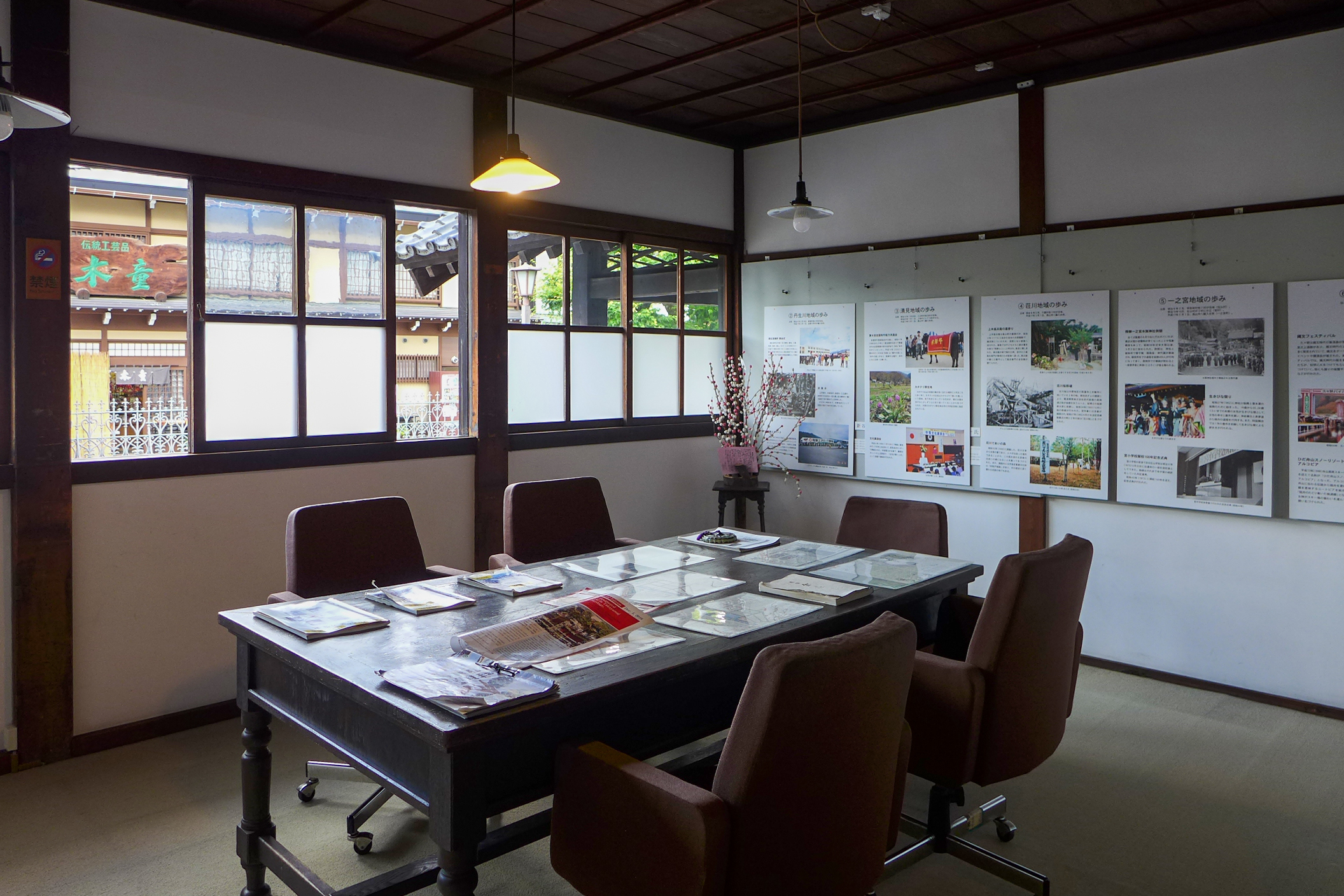
応接所
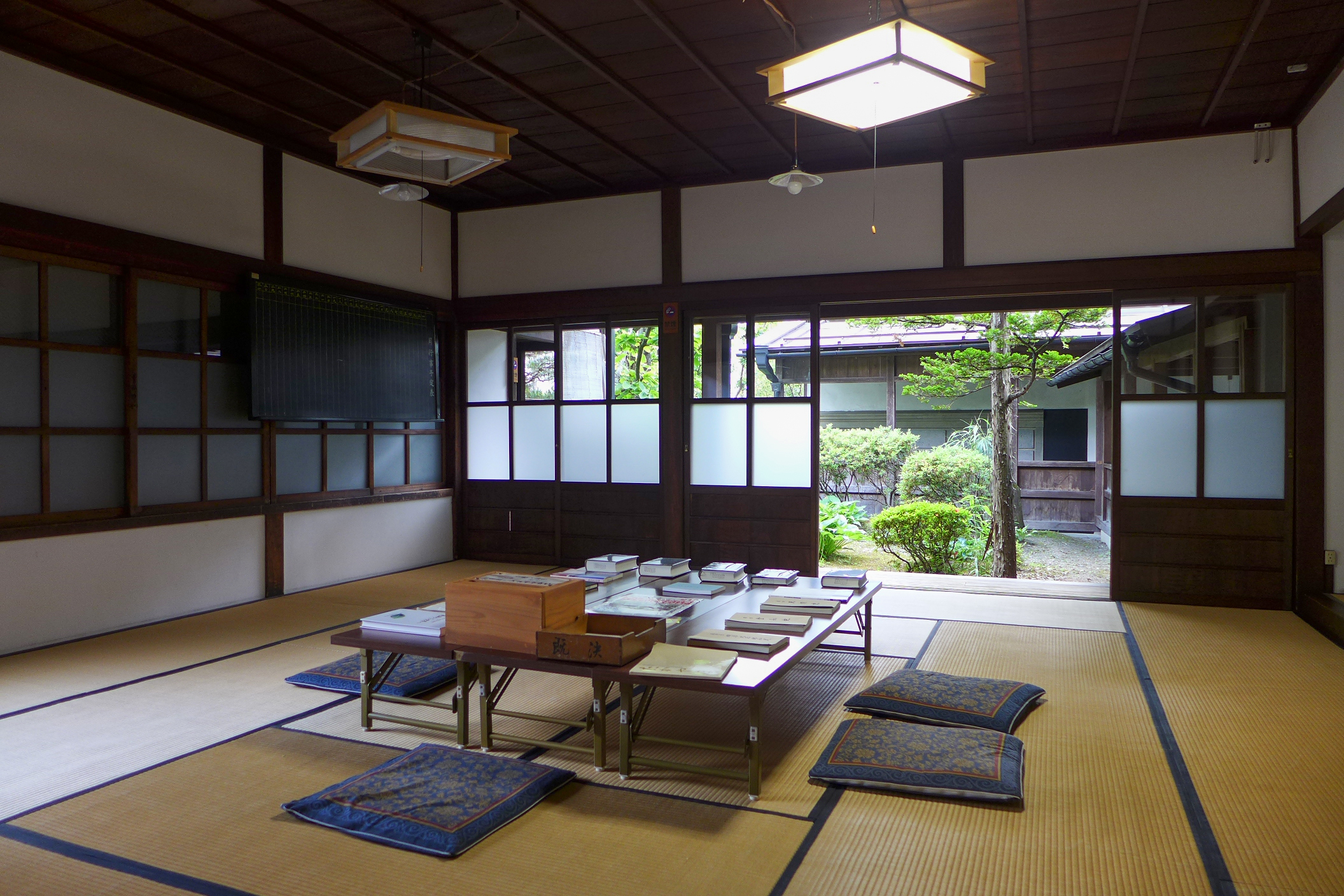
議員控所
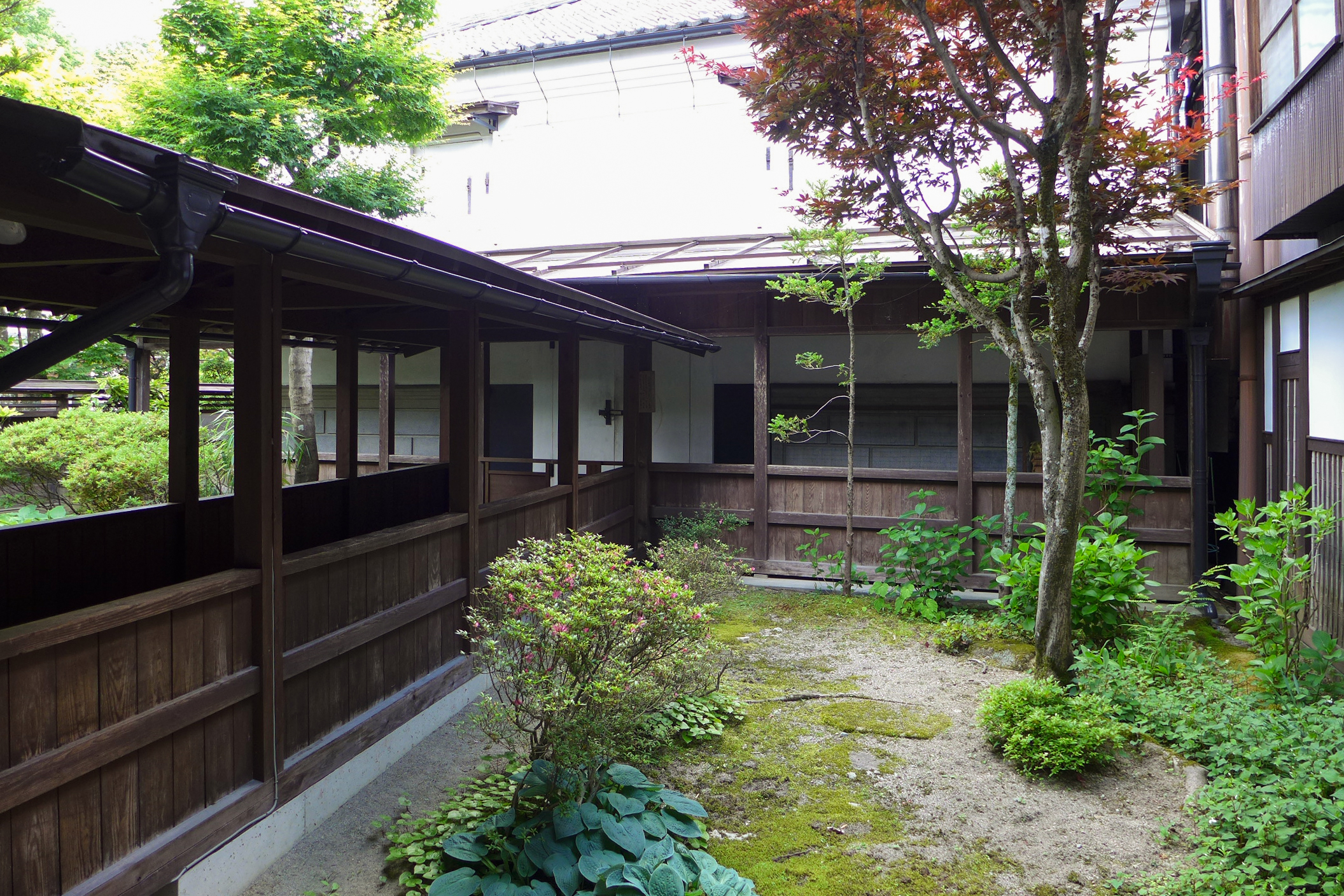
庭園

2階
- 議場（格天井（ごうてんじょう））

- 事務所
- 応接所
- 議員控所
- 庭園

## 概要
- 開館時間 - 8:30〜17:00[3]
- 休館日 - なし[3]
- 入館料 - 無料[3]

## アクセス
- JR高山本線 高山駅より徒歩で約12分[3]。